# Quamtana
Quamtana is een geslacht van spinnen uit de familie trilspinnen (Pholcidae).

## Soorten
Het geslacht kent de volgende soorten:
- Quamtana biena Huber, 2003
- Quamtana bonamanzi Huber, 2003
- Quamtana ciliata (Lawrence, 1938)
- Quamtana embuleni Huber, 2003
- Quamtana entabeni Huber, 2003
- Quamtana filmeri Huber, 2003
- Quamtana hectori Huber, 2003
- Quamtana kabale Huber, 2003
- Quamtana kitahurira Huber, 2003
- Quamtana knysna Huber, 2003
- Quamtana lajuma Huber, 2003
- Quamtana leleupi Huber, 2003
- Quamtana leptopholcica (Strand, 1909)
- Quamtana lotzi Huber, 2003
- Quamtana mabusai Huber, 2003
- Quamtana mbaba Huber, 2003
- Quamtana merwei Huber, 2003
- Quamtana meyeri Huber, 2003
- Quamtana molimo Huber, 2003
- Quamtana nandi Huber, 2003
- Quamtana nylsvley Huber, 2003
- Quamtana oku Huber, 2003
- Quamtana tsui Huber, 2003
- Quamtana umzinto Huber, 2003
- Quamtana vidal Huber, 2003